# Bogdanić vára
Bogdanić vára egy középkori várhely Horvátországban, a Lika-Zengg megyei Gospićhoz tartozó Smiljan területén.

## Fekvése
A Gospićtól nyugatra, a Likai karsztmezőn fekvő Smiljan Bogdanić nevű településrészétől északnyugatra magasodó 651 méteres magaslaton találhatók maradványai.

## Története
Ivan Kukuljević alaprajza a 19. században a várat kerek toronyként ábrázolja, amelyet egy fal vesz körül körülölelve a belső udvart, és mindezt egy másik külső sánc veszi körül, amelynek ma nyomát sem látjuk. Ezt a várat meglehetősen későn említették először, csak Glavinić zenggi püspök említi Lika leírásában 1696-ban. Ezen a területen ezen a listán négy várat sorol fel: Smiljan, Bužim, Krčmar és Bogdanić. Ez utóbbi három közül egyik sem, csak Smiljan szerepel 1577-ben a törökök által elfoglalt várak listáján. A vár neve azt is elárulja, hogy ki volt az építtetője és a birtokosa. A vár a Bogdanić családhoz tartozott, amelyet birtokosként ezen a földön említenek, és utódait ezután is megtaláljuk Gacka-mezőn.

## A vár mai állapota
Az egyetlen jel arra utal, hogy a vár itt található, egy magas földdomb, amely hirtelen emelkedik ki a fennsíkról, és a domb tetejét képezi. E halom lejtőin faragott köveket találunk, amelyek régebben ennek a várnak a falaiban voltak. A halom alakja szerint a vár valószínűleg egy kerek toronyból állt, amelynek alapjait ma a föld rejti. Bár nincsenek látható nyomok arra vonatkozóan, hogy magát a fennsíkot is megerősítették volna, ezt a lehetőséget sem szabad kizárni.